# 卡内利尼亚
卡内利尼亚是巴西圣卡塔琳娜州的一个市镇。总面积151平方公里，总人口9696人，人口密度64.2人/平方公里。